# افرین جورز
افرین جورز (انگلیسی: Efraín Juárez؛ زادهٔ ۲۲ فوریهٔ ۱۹۸۸) یک بازیکن فوتبال اهل مکزیک است.
وی همچنین در تیم ملی فوتبال مکزیک بازی کرده‌است.